# Air ambiant
 (octobre 2012).
Si vous disposez d'ouvrages ou d'articles de référence ou si vous connaissez des sites web de qualité traitant du thème abordé ici, merci de compléter l'article en donnant les références utiles à sa vérifiabilité et en les liant à la section « Notes et références ».
Dans le domaine de la pollution atmosphérique et plus particulièrement la surveillance de la qualité de l'air, on distingue l'air ambiant de l'air à l'intérieur des locaux, qui lui-même est catégorisé (en fonction de leur type et des réglementations qui s'y rattachent) en "air intérieur du lieu de travail", en "air intérieur des lieux publics" et en "air intérieur des lieux privés ".
L'air ambiant est donc l'air extérieur, celui que respire le public.
En Europe, une Directive de 2008 porte sur l'améliorer la qualité de l'air, fixant des objectifs clairs et imposant des mesures concrètes, visant à protéger la santé des citoyens européens et à préserver l'environnement pour les générations futures.

## En Europe
En 1981, l'EMEP (Programme de coopération pour la mesure et l’évaluation du transport à longue distance des polluants atmosphériques en Europe) est lancé, conformément à la convention de 1979 sur la pollution atmosphérique transfrontière à longue distance.
En 1990, une Directive (96/62/CE) concernait l’évaluation et à la gestion de la qualité de l’air ambiant, suivie de la Directive 1999/30/CE fixant des valeurs limites pour l’anhydride sulfureux, le dioxyde d’azote et les oxydes d’azote, les particules et le plomb dans l’air ambiant, puis de la Directive 2000/69/CE fixant des valeurs limites pour le benzène et le monoxyde de carbone dans l’air ambiant, suivie de la directive 2002/3/CE sur l’ozone dans l’air ambiant, et, en 1997, d'une décision (97/101/CE) du Conseil de l'Europe lançant un échange d’informations et de données provenant de réseaux et de stations individuelles pour la mesure de la pollution de l’air ambiant dans les États/ membres.
En 2002, le sixième programme d’action pour l’environnement de la Communauté européenne, juge nécessaire de réduire la pollution à un niveau minimisant les effets néfastes sur la santé humaine, en portant une attention particulière aux groupes vulnérables et à l’environnement dans son ensemble, à a réduction à la source, au suivi et à l'valuation de la pollution de l’air, y compris concernant les dépôts de polluants ; avec une large diffusion de l’information au public.
En 2004, une Directive (2004/107/CE) vise l'arsenic, le cadmium, le mercure, le nickel et les hydrocarbures aromatiques polycycliques dans l'air ambiant
En 2008 (21 mai) l'Union européenne a adopté la Directive 2008/50/CE : Vers un air plus pur pour l'Europe, sur la qualité de l'air ambiant et un air pur pour l'Europe, nouvelle étape (à transposer dans le droit national avant 10.6.2010) dans la lutte contre la pollution atmosphérique en Europe. Cette directive fusionne une partie de la législation antérieure en matière de qualité de l’air en un seul acte, qui comprend les éléments clés suivants.
1. « Des seuils, des valeurs limites et des objectifs chiffrés sont définis pour évaluer la présence de chacun des polluants couverts par la directive: 
l’anhydride sulfureux, le dioxyde d’azote, les particules, le plomb, le benzène et le monoxyde de carbone »[4] ;
2. « Les autorités nationales sont chargées de désigner des organismes spécifiques pour mener à bien ces tâches, en utilisant les données collectées sur des points de prélèvements sélectionnés »[4] ;
3. « Lorsque les niveaux de pollution excèdent les seuils prévus à un certain emplacement, des plans relatifs à la qualité de l’air doivent être introduits pour y remédier. Ils peuvent comporter des mesures spécifiques afin de protéger des groupes vulnérables comme les enfants »[4] ;
4. « S’il existe un risque de dépassement des seuils autorisés du niveau de pollution, des plans d’action à court terme doivent être mis en œuvre, imposant par exemple la réduction de la circulation routière, des travaux de construction ou de certaines activités industrielles, afin de prévenir ce risque »[4] ;
5. « Les autorités nationales doivent s’assurer que le public, ainsi que les associations environnementales, de consommateurs et autres, y compris les organismes de soins de santé et les fédérations professionnelles, sont informés de la qualité de l’air ambiant (ou de l’air extérieur) dans leur zone »[4] ;
6. « Les gouvernements européens doivent publier des rapports annuels relatifs à l’ensemble des polluants couverts par cette directive »[4].

Une surveillance de la qualité de l'air ambiant doit être conduite par les États membres de l'UE, tenus de rapporter les données recueillies à la Commission européenne, en suivant des méthodes d'évaluation harmonisées pour garantir la comparabilité des données entre Etats-membres. En cas de dépassement des valeurs limites, les États membres doivent élaborer et mettre en œuvre des plans et programmes pour réduire la pollution et atteindre les objectifs fixés. Ces plans peuvent inclure des mesures telles que la réduction des émissions industrielles, la promotion des transports publics et des véhicules moins polluants, ainsi que des campagnes de sensibilisation auprès du public.
La directive insiste sur l'importance de l'information et de la sensibilisation du public. Les citoyens doivent être informés de la qualité de l'air dans leur région et des risques potentiels pour leur santé 2. Des systèmes d'alerte doivent être mis en place pour avertir la population en cas de niveaux élevés de pollution.
La directive de 2008 rappelle dans ses considérants que « Le risque que représente la pollution de l’air pour la végétation et les écosystèmes naturels est le plus élevé en dehors des zones urbaines. L’évaluation de ces risques et le respect des valeurs critiques pour la protection de la végétation devraient donc être concentrés sur les sites situés en dehors des zones bâties (...) Les particules (PM2,5) ont des effets négatifs importants sur la santé humaine. De plus, aucun seuil vérifiable n’a encore été déterminé en dessous duquel les PM2,5 ne présentent pas de risque. Par conséquent, des règles différentes devraient s’appliquer à ce polluant et aux autres polluants atmosphériques. Cette approche devrait viser une réduction générale des concentrations dans le fond urbain afin d’assurer une meilleure qualité de l’air pour une grande partie de la population. Toutefois, afin d’assurer une protection sanitaire minimale partout, l’approche devrait être combinée avec la spécification d’une valeur limite, qui est d’abord précédée d’une valeur cible.
Les valeurs cibles actuelles et les objectifs à long terme visant à assurer une protection efficace contre les effets néfastes de l’exposition à l’ozone sur la santé humaine, la végétation et les écosystèmes devraient être maintenus inchangés. Afin de protéger l’ensemble de la population ou des groupes de population particulièrement sensibles contre les expositions récentes à des concentrations élevées d’ozone, il convient d’établir un seuil d’alerte ou un seuil d’information pour les concentrations d’ozone dans l’air ambiant. En cas de dépassement de ces seuils, le public devrait être informé des dangers d’exposition et, en cas de dépassement du seuil d’alerte, des mesures à court terme devraient être prises pour réduire les niveaux d’ozone, le cas échéant.
L’ozone est un polluant transfrontière formé dans l’atmosphère par les émissions de polluants primaires visés par la directive 2001/81/CE du Parlement européen et du Conseil du 23 octobre 2001 fixant des plafonds d’émission nationaux pour certains polluants atmosphériques. Les progrès accomplis dans la réalisation des objectifs de qualité de l’air ambiant et des objectifs à long terme relatifs à l’ozone fixés dans la présente directive devraient être déterminés sur la base des objectifs et des plafonds d’émission fixés dans la directive 2001/81/CE et, le cas échéant, par la mise en œuvre des plans relatifs à la qualité de l’air prévus par la présente directive. »
En 2015, la Directive (UE) 2015/1480, à transposer en droit interne par les Etats-membres avant le 31-12-2016, a précisé les règles concernant les méthodes de référence, la validation des données et l'emplacement des points de prélèvement pour l'évaluation de la qualité de l'air ambiant  ; 
L'UE a aussi produit un cadre pour le suivi et la diminution de la Pollution atmosphérique transfrontalière incluant la réduction des émissions de précurseurs responsables de cette pollution distante. et « en cas de dépassement du seuil d’information ou des seuils d’alerte dans des zones ou agglomérations proches des frontières nationales, les autorités compétentes des États membres voisins concernés en sont informées dès que possible. Ces informations doivent également être mises à la disposition du public ».

## En France
D'après la Loi sur l'air du 30 décembre 1996, l'air ambiant ne doit pas nuire à sa santé. La directive européenne de 2008  a été traduite dans le droit français par deux textes : 
- Arrêté du 21 octobre 2010, v. init[7].
- Décret n°2010-1250 du 21 octobre 2010, v. init[8].